# Hypheodana
Hypheodana ist eine Gattung der Buckelzikaden oder Buckelzirpen (Membracidae), einer Familie der Rundkopfzikaden (Cicadomorpha) aus der Überfamilie der Membracoidea.
Die Gattung enthält 6 Arten und kommt in den Ländern Mexiko, Panama, Costa Rica, Brasilien, Französisch-Guyana, Kolumbien und Peru vor. Diese Buckelzikaden sind ca. 6 bis knapp 10 mm lang, die Weibchen sind größer als die Männchen. Die Färbung ist meistens mehr oder weniger gelblich braun, oft mit schwarzen oder rötlichen Flecken. Das Pronotum ist punktiert, hat Längsriefen und ist teils wellenförmig, es hat vorne höchstens zwei kleine seitliche Spitzen. Nach hinten ist das Pronotum stets spitz ausgezogen und bedeckt in Ruhelage die Flügel fast ganz. Der dreieckige Kopf ist charakteristisch nach unten gerichtet. Tiere der Gattung Aspona sehen ähnlich aus.